# Мучоњ
Мучоњ (мађ. Múcsony, слч. Mučoň, рсн. Мучонь) је историјски град у северној Мађарској, у жупанији Боршод-Абауј-Земплен (Borsod-Abaúj-Zemplén). 

## Етимологија
Име места је словенског порекла и вероватно потиче од варијација Мучин или Милчин/Миличин. Мулчун.

## Историја
Мучоњ је био настањен још у ери Арпада. Његово име се први пут помиње у повељама 1219. године, написаном у облику Мулчун. Године 1219. насељавају га каштелани из Боршода. Пре 1275. Краљ Ласло IV је овде дао део земље мајстору Фаркашу, сину Фулкуша, а затим га је одузео од њега и поклонио Оливеру и Леринцу од Ратотија, који су припадали клану Рато. Године 1283. краљичино земљиште, такође овде, дато је Леустаху и његовим синовима. Године 1332.место је већ имало цркву, по папској листи десетине њен свештеник је плаћао 12 гара папске десетине.
Почетком 20. века место је припадао округу Еделени некадашњег „округа Боршод”.

## Популација
Године 1910. од 1.405 становника 1.401 су били Мађари. Од 1.405 становника, 116 су били римокатолици, 1.216 гркокатолици и 47 Израелци. Од 1972. године у насељу је седиште Мишколчког апостолског егзархата.
Године 2001. 99% становништва насеља се изјаснило као Мађари, 1% Роми.
Током пописа 2011. године, 86% становника се изјаснило као Мађари, 7,3% као Роми, 1,4% као Пољаци, 0,2% као Немци, 0,8% као Румуни и 4% као Русини (13,9% није одговорило, због двоструког држављанства, укупан број може бити већи од 100%). 
Верска дистрибуција је била следећа: римокатолици 17,3%, реформисани 9,6%, гркокатолици 32,4%, лутерани 0,5%, неденоминациони 13% (26,6% није одговорило).